# Contea di Fayette (Alabama)
La contea di Fayette, in inglese Fayette County, è una contea dello Stato dell'Alabama, negli Stati Uniti. La popolazione al censimento del 2000 era di 18.495 abitanti. Il capoluogo di contea è Fayette.
Si tratta di una dry county, ma in alcune città è permessa la vendita di alcolici.

## Geografia fisica
La contea si trova nella parte nord-occidentale dell'Alabama. Lo United States Census Bureau certifica che l'estensione della contea è di 1.630 km², di cui 1.626 km² composti da terra e i rimanenti 4 km² composti di acqua.

### Laghi e fiumi
La contea comprende i seguenti laghi e fiumi:
| Laghi | Fiumi |
| --- | --- |
| - Barnett Lake - Bugs Lake - Mitchum Lake - Baptist Lake - Cains Ridge Lake - Bagwell Lake - Fayette County Lake - Freeman Lake | - Indian Creek - Moss Creek - Isom Creek - Little Blue Water Creek - Tucker Branch - Jay Branch - Lazy Creek - Mills Spring Branch - Davis Creek - North River |

### Contee confinanti
- Contea di Marion - nord
- Contea di Walker - est
- Contea di Tuscaloosa - sud
- Contea di Pickens - sud-ovest
- Contea di Lamar - ovest

## Principali strade ed autostrade
- U.S. Highway 43
- State Route 13
- State Route 18

## Storia
La contea di Fayette fu creata il 20 dicembre 1824 da parte delle contee di Tuscaloosa e Marion. Il nome le è stato dato in onore del marchese di La Fayette, che aiutò il generale George Washington nella guerra d'indipendenza americana.
Il 27 aprile 2011, una tempesta di enorme portata, che ha provocato numerosi e potenti tornado, colpì il sud-est degli Stati Uniti. In Alabama morirono più di 250 persone, tra cui quattro nella comunità di Berry, nella contea di Fayette.

## Società

### Evoluzione demografica
Abitanti censiti (migliaia)

## Comuni
- Belk - town
- Berry - town
- Fayette (capoluogo) - city
- Glen Allen[9] - town
- Gu-Win[9] - town
- Winfield[9] - city